# Verbeia
Verbeia – w wierzeniach celtyckich bogini rzeki Wharfe w północnym Yorkshire w Anglii; czczona na terenie rzymskiej Brytanii. W miejscowości Ilkley w Yorkshire odkryto poświęcony jej kamienny ołtarz.